# غوستاف إيسينج
غوستاف إيسينج (بالسويدية: Gustaf Ising)‏ (و. 1883 – 1960 م) هو فيزيائي من السويد .
وكان عضواً في الأكاديمية الملكية السويدية للعلوم .

## التعليم
تعلم في جامعة أوبسالا

## مناصب وهيئات
أدار جامعة ستكهولم.